# Biblioteca Medicea Laurenziana

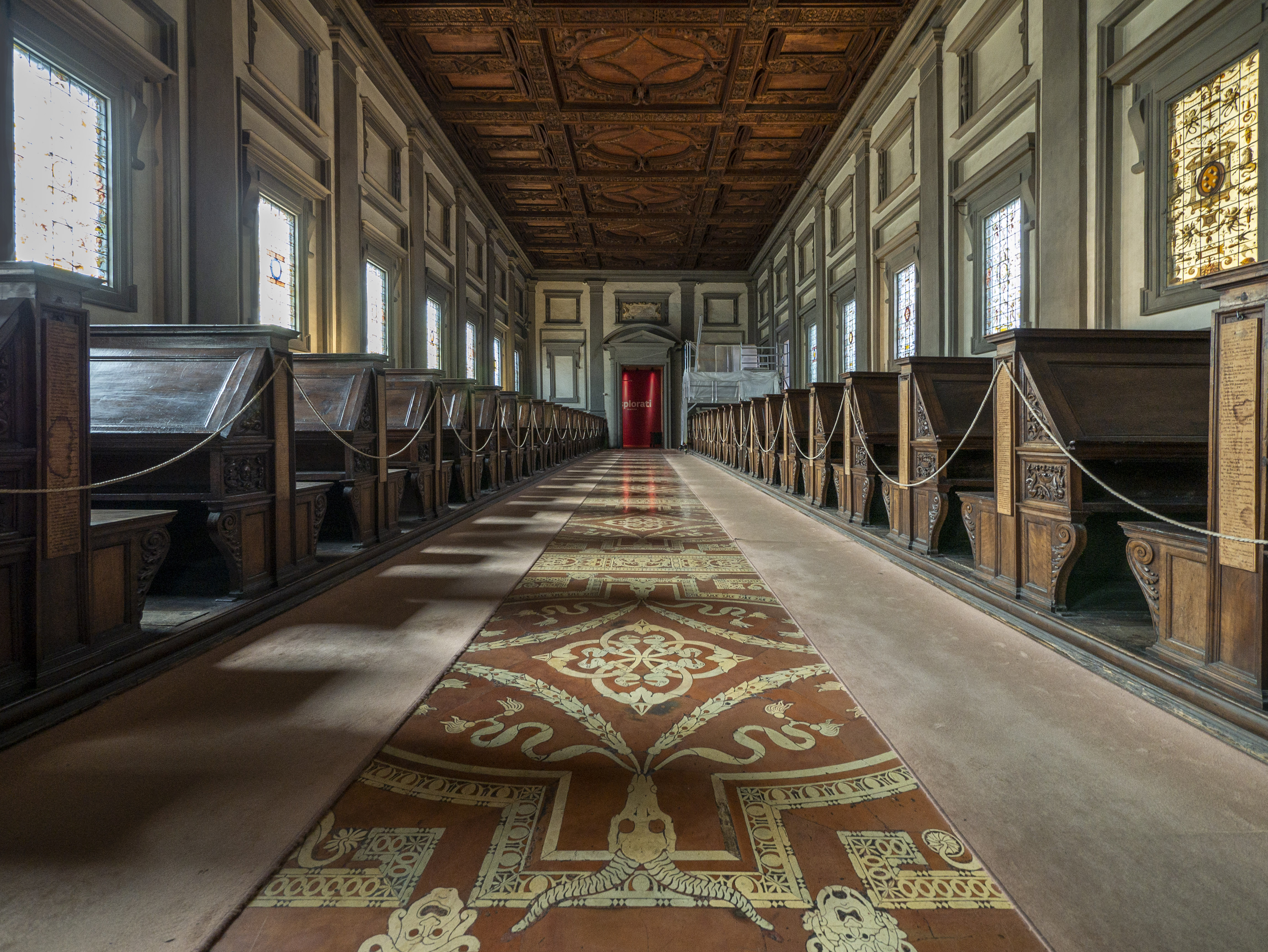
Lesesaal der Biblioteca Medicea Laurenziana; Entwurf: Michelangelo Buonarotti. Der Gang zwischen den Lesebänken, ausgestattet mit kostbaren Steinmosaiken, ist heute an den Seiten durch Laufteppiche geschützt.

Die Biblioteca Medicea Laurenziana (kurz Laurenziana) ist eine staatliche italienische, wegen ihrer Manuskripte bekannte Bibliothek in Florenz. Sie geht auf die Frühzeit der Herrschaft der Medici zurück und befindet sich seit 1560 im Kloster von San Lorenzo, der früheren Hauskirche der Medici. Den Namen trägt die Laurenziana nach Lorenzo il Magnifico (1449–1492), der die von seinem Großvater Cosimo de’ Medici gegründete Bibliothek in ihrem Bestand erheblich erweiterte.
Die Bibliothek ist öffentlich zugänglich und untersteht als Biblioteca pubblica statale der Aufsicht des Kulturministeriums.

## Geschichte der Sammlung

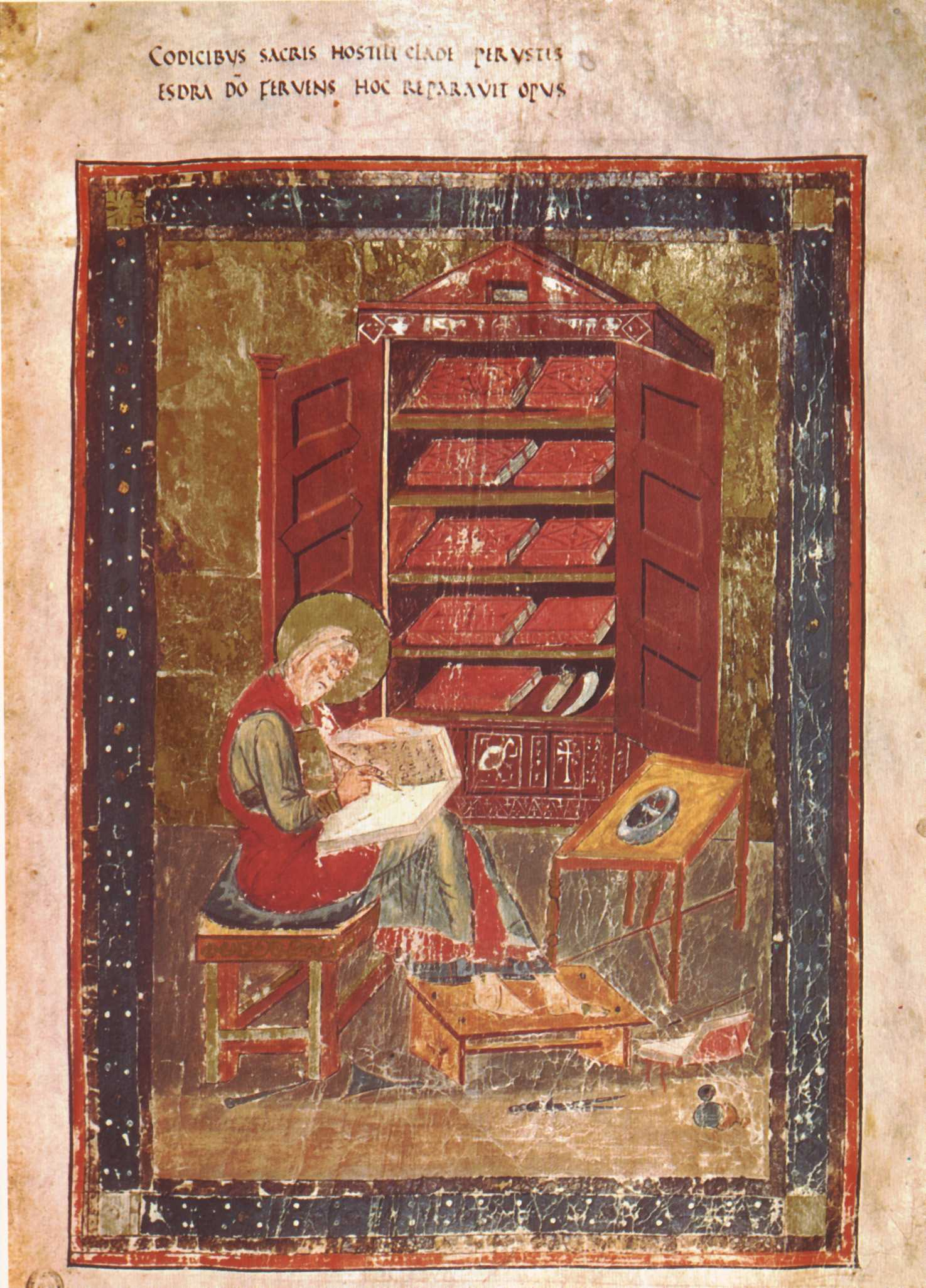
Codex Amiatinus (8. Jh.), Fol. 5r: Ezra. Biblioteca Medicea Laurenziana

Cosimo der Ältere (il Vecchio) de’ Medici (1389–1464) gründete 1441 die „Marciana“ mit den Handschriften der Bibliothek seines Beraters in Bücherangelegenheiten, des Humanisten Niccolò Niccoli (1364–1437). Niccoli wollte ursprünglich seine Sammlung von 800 Handschriften der gelehrten Öffentlichkeit im Camaldulenserkloster Santa Maria degli Angioli in Florenz zugänglich machen. 1437, kurz vor seinem Tod, änderte er jedoch wegen großer Schulden seine Absicht. Cosimo übernahm Niccolos finanzielle Verpflichtungen und erwarb 200 Handschriften für seine Privatsammlung, die „Medicea privata“, oder „Bibliotheca privata Cosimi“. Weitere 400 verlegte er 1441 in den von Michelozzo erbauten Bibliothekssaal im Dominikanerkloster San Marco, damals in der nördlichen Vorstadt von Florenz.
Der Enkel Cosimos, Lorenzo il Magnifico (1449–1492), hochgebildet und selbst literarisch tätig, begründete um 1470 das Kloster San Lorenzo in Florenz, in dem die „Medicea privata“ untergebracht wurde. Unter Lorenzo wurden die Bestände an die Gelehrten freigebig verliehen. Besonderes Interesse zeigte Lorenzo für den Erwerb griechischer Handschriften durch seinen Agenten in der Ägäis und in Konstantinopel, Andreas Johannes Laskaris (1445–1535).
Die Biblioteca Medicea Laurenziana hat heute einen Bestand von rund 150.000 Büchern, darunter Inkunabeln aus dem 15. und Drucke aus dem 16. Jahrhundert, und hält rund 11.000 Handschriften, eine Reihe davon geführt als Codices Laurentiani, sowie etwa 2.500 Papyri. Das Stundenbuch Lorenzos I., datiert 1485, gehört zu den Zimelien der Bibliothek.

## Bibliothek

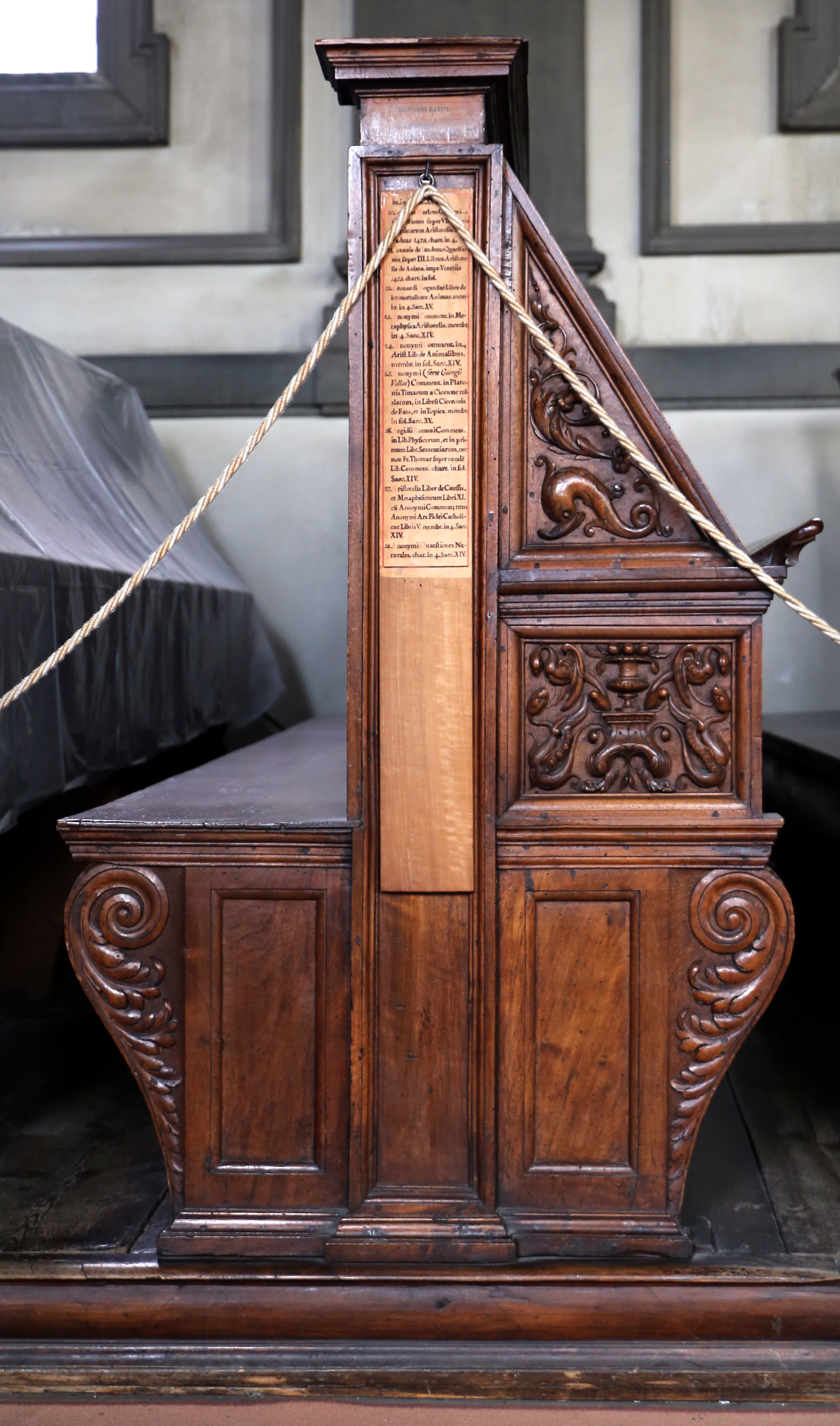
Leseplätze und -pulte mit Katalogen an den Stirnseiten

Papst Clemens VII., vor seiner Wahl zum Papst Giulio de’ Medici, beauftragte Michelangelo Buonarroti 1523 eine Bibliothek für die Sammlung der Medici über dem Kreuzgang von San Lorenzo zu errichten. Der Bau wurde von Michelangelo begonnen, dann aber bis 1560 nach dessen Plänen von anderen Architekten, darunter Giorgio Vasari und Bartolomeo Ammanati, fertiggestellt. Im Jahr 1571 wurde die Bibliothek eröffnet. 
Der Hauptsaal zeigt die für die Bibliotheken des 16. Jahrhunderts typische Ausstattung. Der Leser nahm auf einer dem Kirchengestühl gleichenden Lesebank Platz, auf deren Pult der Bibliothekar das von ihm gewünschte Werk bereitgelegt hatte. Die Lesebänke der Bibliotheca Medicea Laurenziana haben noch heute an den Seiten die originalen langen, schmalen Tafeln, auf denen – als Vorläufer des Bibliothekskatalogs – handschriftlich die Bestände verzeichnet waren, die in den Fächern unter den Lesepulten liegend verwahrt wurden. Für den Leser befestigte man das einzelne Buch mit einer Kette am Pult, um dessen unkontrollierte Entnahme zu verhindern und damit den auf der jeweiligen Tafel angegebenen Standort des Bandes zu sichern.

## Treppe

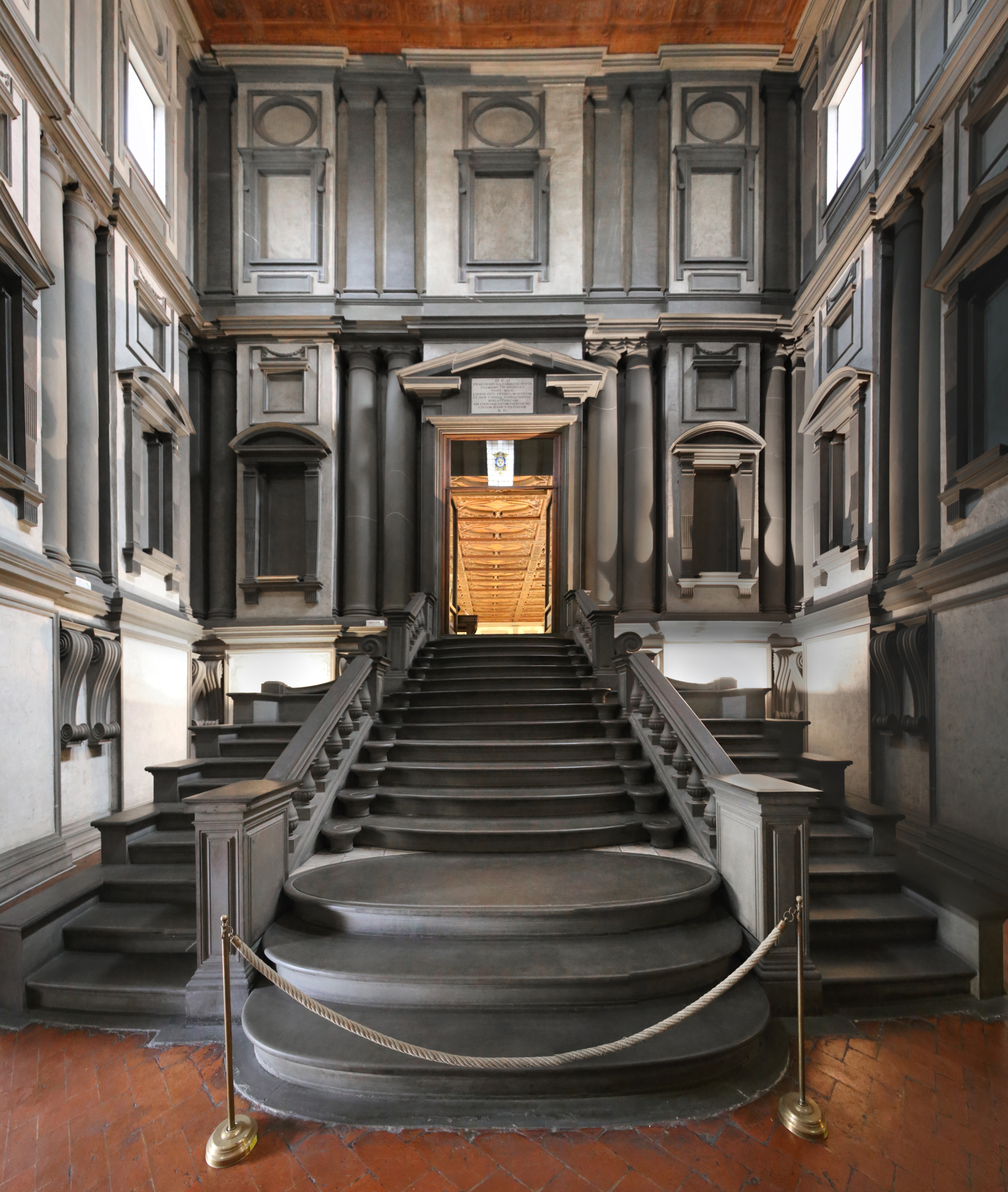
Treppenanlage zur Biblioteca Laurenziana

Das Vestibül und der Treppenaufgang zur Bibliothek wurden nach Plänen Michelangelos gestaltet. Clemens VII., Papst aus dem Hause Medici, hatte den Vorschlag gemacht, den ganzen Raum für diese Treppe zu nutzen. Michelangelo verließ 1534 Florenz in Richtung Rom, und deshalb war das Vorhaben liegengeblieben. Giorgio Vasari und Bartolomeo Ammanati setzten über 20 Jahre später 1559–1568 den ursprünglichen Plan in die Realität um. So zeigt die nach den Ideen Michelangelos errichtete Treppe zur Bibliothek eine komplizierte Anlage, die den Aufgang weiter und höher wirken lässt, als er in Wirklichkeit ist. Auffällig ist das Ricetto-Motiv der eingeengten Säulenpaare im Vestibül, eine seit dem Mittelalter nicht mehr gebräuchliche Bauform.